# Universitatea Luigi Bocconi
Universitatea commercială Luigi Bocconi este o universitate privată din Milano, fondată în 1902 și este specializată în predarea științelor economice și sociale, de drept și de management. Cursurile sunt oferite atât în limba engleză cât și în italiană.
Potrivit multor clasamente ale universităților, Universitatea Bocconi este printre primele universitățile din Italia și printre primele 25 cele mai bune instituții în lume, în domeniile de economie, econometrie, contabilitate și finanțe în ultimele QS World University Rankings.   .
SDA Bocconi, Școala de Management a Universității, oferă programe de MBA și Executive MBA. Programului MBA a fost clasificat pe locul 28 în lumea de către Financial Times' Global MBA Clasament 2011. SDA Bocconi, în schimb, s-a clasificat pe locul 18 în Businessweek' Top Global Schools pentru MBA și pe locul 5 printre școlile de afaceri europene.